# Charles Stewart (zoologiste)
Pour les articles homonymes, voir Charles Stewart (homonymie) et Stewart.
Charles Stewart (18 mai 1840 - 27 septembre 1907) est un zoologiste et anatomiste comparatif britannique. Il est élu membre de la Royal Society le 4 juin 1896 et il est président de la Linnean Society de 1890 à 1894.

## Biographie
Stewart est né à Plymouth et étudie à l'hôpital St Bartholomew, recevant son MRCS en 1862. Il est conservateur du Hunterian Museum du Collège royal de chirurgie de 1884 à 1900, à la suite de William Henry Flower.
Après avoir exercé pendant quatre ans à Plymouth, il est nommé en 1866 conservateur du musée de l'hôpital St. Thomas, alors situé dans les Surrey Gardens. En 1871, peu de temps après le déménagement de l'hôpital à l'Albert Embankment, il est nommé maître de conférences en anatomie comparée à la faculté de médecine et, en 1881, il devient maître de conférences en physiologie conjointement avec le Dr John Harley. Il est également professeur de biologie et de physiologie au Bedford College de 1882 à 1886.
Il quitte l'hôpital St. Thomas en 1884 lors de sa nomination au poste de conservateur du musée Hunterian du Royal College of Surgeons, succédant à Sir William Henry Flower. En 1886, il devient professeur Hunterian d'anatomie et de physiologie comparées au collège et donne un cours annuel de conférences jusqu'en 1902. Au courant des connaissances actuelles de l'anatomie, de la physiologie et de la bactériologie, qui constituent ensemble la pathologie moderne, il utilise au mieux les stocks de spécimens collectés par John Hunter. Ses dissections lui permettent de corréler de nombreux faits pour la première fois, et ses résultats sont exposés dans ses conférences. En 1885, il donne des conférences sur la structure et l'histoire de la vie des hydrozoaires ; en 1886 et 1887 sur les organes de l'ouïe ; en 1889 et de nouveau en 1896 sur le système tégumental ; en 1890 sur les organes phosphorescents et la couleur ; en 1891 sur les caractères sexuels secondaires ; en 1895 sur l'endosquelette ; en 1897 sur les articulations, et sur la protection et l'alimentation des jeunes ; en 1899 sur l'alternance des générations.
Malgré sa mauvaise santé, Stewart est actif en dehors du College of Surgeons. De 1894 à 1897, il est professeur fullerien de physiologie à la Royal Institution, où il prononce à deux reprises le discours du « vendredi soir ». En 1866, il est élu membre de la Linnean Society et en est le président (1890-1894). Il participe également activement à la fondation de la Société anatomique de Grande-Bretagne et d'Irlande, dont il est le premier trésorier (1887-1892). Il est également secrétaire de la Royal Microscopical Society de 1879 à 1883. Il est profondément intéressé par le bien-être de l'Association de biologie marine, établie à Plymouth, sa ville natale. Il est admis fellow de la Royal Society (FRS) en 1896, et en 1899, il reçoit un doctorat honoris causa de droit (LL. D.) d'Aberdeen .
Il épouse en 1867 Emily Browne. Il meurt à Londres le 27 septembre 1907 et laisse trois fils et deux filles. Il est inhumé dans le cimetière de Highgate.